# Straßenbahn Molotschne
| Straßenbahn Molotschne                | Straßenbahn Molotschne |
| ------------------------------------- | ---------------------- |
| Zug der Straßenbahn Molotschne (2006) |                        |
|                                       |                        |
| Streckenlänge:                        | 1,5 km                 |
| Spurweite:                            | 1000 mm (Meterspur)    |
|                                       |                        |

Die Straßenbahn Molotschne verkehrte von 1989 bis 2014 zwischen dem ukrainischen Dorf Molotschne und dem Strandbad am Schwarzen Meer. Mit einer Streckenlänge von 1,5 Kilometern hatte Molotschne den kleinsten Straßenbahnbetrieb der Ukraine und einen der kleinsten weltweit.

## Geschichte
Das Dorf Molotschne befindet sich auf der Krim, rund acht Kilometer westlich von Jewpatorija am Schwarzen Meer. Am südöstlichen Ortsrand befindet sich ein Ferienheim, das „Pansionat Berehowyj“. Um den Gästen den Zugang zum Meer zu erleichtern, wurde 1988 mit dem Bau einer Straßenbahnstrecke begonnen. Da keine Neufahrzeuge zur Verfügung standen und man daher auf Gebrauchtfahrzeuge aus Jewpatorija zurückgreifen wollte, wurde die Strecke in Meterspur errichtet.
Die Strecke hat eine Länge von 1,5 Kilometern und lediglich zwei Haltestellen an den Streckenenden, „Pansionat Berehowyj“ und „Pljasch“ (Strandbad). Ausweichen und Wendeschleifen wurden nicht errichtet, an beiden Endhaltestellen befindet sich ein einfaches Stumpfgleis. Am Pansionat Berehowyj wurde ein Wagenschuppen gebaut, am Abzweig zu diesem befindet sich die einzige Weiche der Strecke.
Der Bau der Bahn stand in engem Zusammenhang mit der Nuklearkatastrophe von Tschernobyl im Mai 1986. In der Folge wählte die Eisenbahnverwaltung der Region Korosten/Schytomyr das Ferienheim Berehowyj als Erholungsort für ihre mehr als 10.000 Angestellten aus. Damit war das große Anwesen während der ganzen Badesaison ausgebucht. Aufgrund der in der Sowjetunion vorherrschenden Mangelwirtschaft kam die Einrichtung eines Busverkehrs zum Strand nicht in Frage. Das Know-how zum Aufbau einer Straßenbahn war hingegen vorhanden und das nötige Personal konnte aus den eigenen Reihen requiriert werden. Gleise und Fahrzeuge wurden aus Schytomyr und dem nur acht Kilometer entfernten Jewpatorija zur Verfügung gestellt.
Am 18. August 1989 wurde der planmäßige Betrieb aufgenommen. Seitdem verkehrte die Straßenbahn in jeder Sommersaison von Juni bis September.
Wegen ausbleibender Urlauber aufgrund der Annexion der Krim durch Russland verkehrte die Straßenbahn 2014 nur wenige Male für einige Kindergruppen aus dem russischen Fernost. 2015 wurde der Straßenbahnbetrieb nicht wieder aufgenommen.

## Fahrzeuge

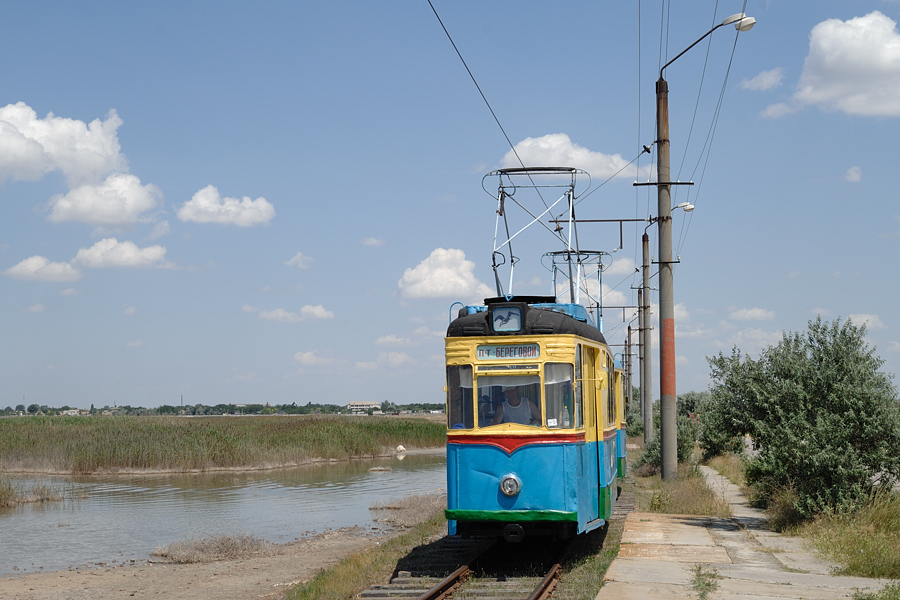
Zweirichtungstriebwagen 5 an der Endhaltestelle Pljasch (2006)

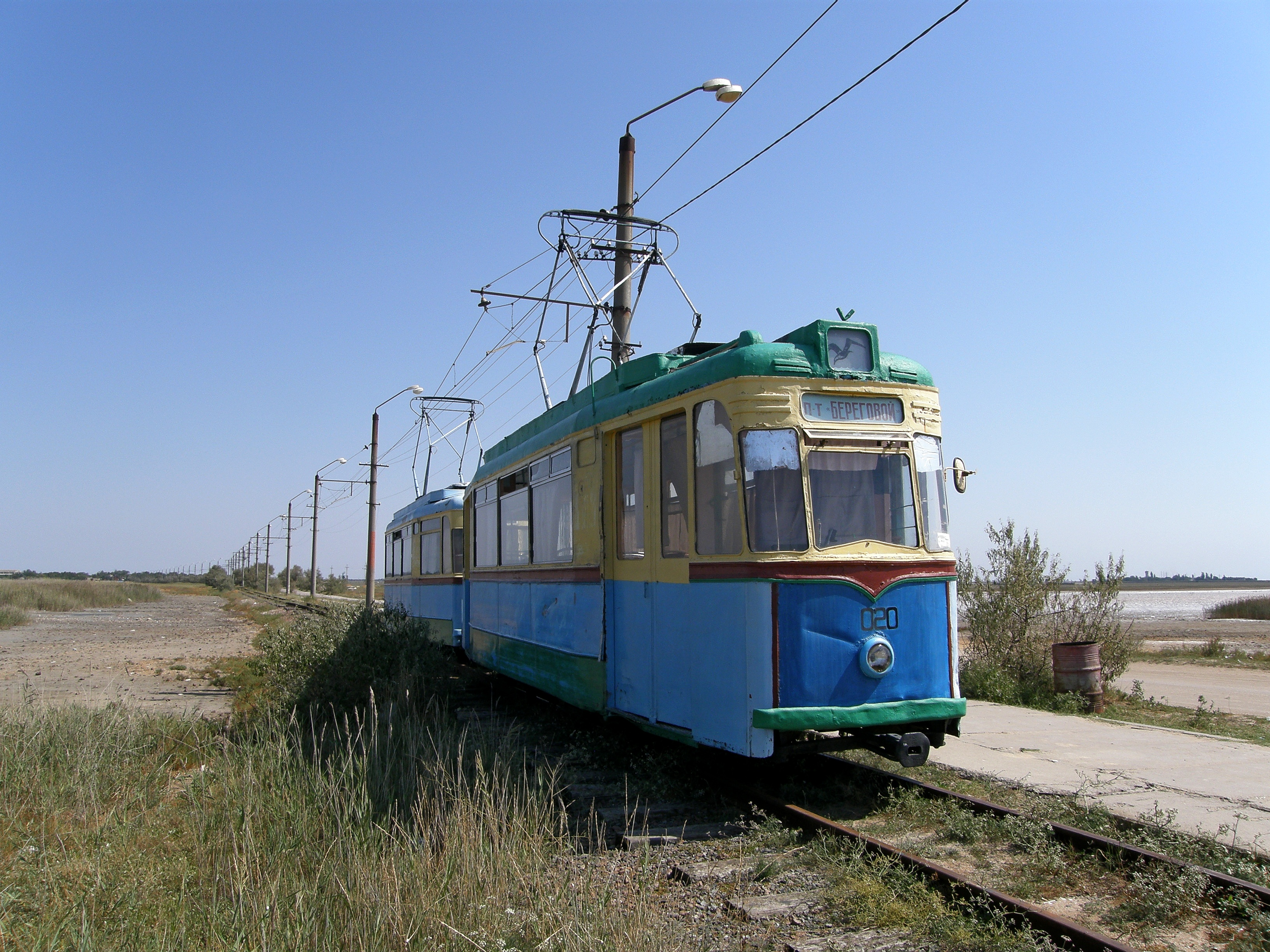
Zweirichtungstriebwagen 5 mit falscher Nummer (2012)

Zur Eröffnung des Straßenbahnbetriebs wurden von der Straßenbahn Jewpatorija zwei Triebwagen übernommen, ein Zweirichtungstriebwagen vom Typ Gotha T57 (Nummer 5), der ursprünglich von der Straßenbahn Mykolajiw stammte, und ein Einrichtungstriebwagen vom Typ Gotha T59E (Nummer 20). Aus Schytomyr wurde ein zweiteiliger Einrichtungszug vom Typ Gotha T2-62/B2-62 übernommen (Nummern 33 und 76). Der Linienverkehr wurde von Anfang an mit den Wagen 5 und 20 betrieben, deren Nummern inzwischen in 005 und 020 geändert wurden. Von 2005 bis 2008 fuhren diese Fahrzeuge mit vertauschten Nummern.
Die Wagen 005 und 020 waren zu einem Zug gekuppelt. Der Führerstand des Zweirichtungstriebwagens 005, der dem Triebwagen 020 zugewendet ist, wurde ausgebaut. Beide Bahnsteige der Strecke befinden sich auf der südöstlichen Seite der Strecke, so dass die beim Triebwagen 020 nur einseitig vorhandenen Türen ausreichten. Die Türen auf der anderen Seite des Triebwagens 005 blieben verschlossen.
Der Triebwagen 33 diente nur als Ersatzteilspender, er wurde bald vollkommen zerlegt und 1996 verschrottet. Als Verstärkungswagen stand der Beiwagen 76 bis 1997 bereit, wurde dann aber aus dem Verkehr gezogen und als Lagerraum genutzt.

## Betrieb
Der Betrieb beschränkte sich auf die Sommersaison von Juni bis September. In dieser Zeit wurde täglich von etwa 8:30 bis 19:00 Uhr gefahren, wobei eine längere Mittagspause bestand. Der Zug verkehrte halbstündlich. Obwohl der Betrieb in erster Linie für die Gäste des Ferienheims bestimmt war, waren die Fahrten öffentlich für alle Fahrgäste und kostenpflichtig. Die Fahrscheine wurden von einem Schaffner im Zug verkauft. Ein Einzelfahrschein kostete 2006 noch 50 Kopeken, im Jahr 2009 dann eine Hrywnja.